# RFC 1557
RFC 1557은 1993년 12월, KAIST의 최우형 등이 IETF에 발행한 RFC 문서로 인터넷 메시지 전송을 위한 한글 문자 표준에 관한 내용을 담고 있다. 이 문서는 한국 사용자가 발행한 최초의 IETF RFC 문서로서 공동저자는 전길남과 박현제다.

## 참고 자료
- RFC 1557

- 한국 인터넷의 역사 - 되돌아보는 20세기 : 4장. 인터넷의 대중화

- 한국인터넷역사프로젝트 - 최우형 인터뷰